# Илиев, Илиян (1999)
Илиян Илиев (болг. Илиан Илиев; род. 20 августа 1999, Фуншал) — болгарский футболист, полузащитник софийского ЦСКА и сборной Болгарии.

## Клубная карьера

### «Черно море»
Является воспитанником клуба «Черно море». 9 сентября 2016 года дебютировал в чемпионате Болгарии, выйдя на замену в добавленное время в матче против клуба «Лудогорец». Всего за сезон провёл 4 матча во всех турнирах. Летом 2017 года подписал контракт с португальским клубом «Академика». В клубе выступал сугубо в юношеских и молодёжной командах.
В 2019 году вернулся в болгарский клуб «Черно море». Первый матч за клуб сыграл 18 августа 2019 года против клуба «Лудогорец». Дебютный гол за клуб забил 30 августа 2019 года в матче против клуба «Дунав». Футболист быстро закрепился в основной команде клуба, однако чередовал игры в стартовом составе и со скамейки запасных. По итогу сезона занял с клубом итоговое 7 место и отправился выступать в плей-офф за сохранение прописки в чемпионате. В матче 2 июля 2020 года против клуба «Царско село» оформил дубль за первые 20 минут. По итогу раунда плей-офф помог клубу сохранить прописку в сильнейшем дивизионе.
Новый сезон начал с матча 9 августа 2020 года против софийской «Славии». В следующем матче 16 августа 2020 года против клуба «Этар» отличился первым в сезоне результативным действием, отдав голевую передачу. Закончил основную часть чемпионата на 7 месте и снова отправился в раунд плей-офф. Первым голом отличился в матче 9 мая 2021 года против клуба «Царско село», также записав на свой счёт дубль из результативных передач. По окончании раунда плей-офф помог клубу сохранить прописку в Первой лиге.

### «Аполлон» Лимасол
Летом 2021 года присоединился к кипрскому клубу «Аполлон». Дебютировал за новую команду 23 августа 2021 года против «Этникос» победой со счётом 4:2. Свой первый гол забил в ворота клуба из Лимасола «АЕЛ» 26 сентября 2021 года, который стал единственным и победным голом в этой игре. Под конец первого этапа в чемпионате «Аполлон» c существенным отрывом лидировал в турнирной таблице, а сам игрок по итогу закрепился в качестве основного игрока, выходя каждую игру в стартовом составе. В мае 2022 года стал чемпионом Кипра.
Начало сезона летом 2022 года футболист пропустил из-за травмы. В распоряжение клуба футболист вернулся в октябре 2022 года. Первый матч в сезоне сыграл 21 октября 2022 года против никосийского «Олимпиакоса». На протяжении всего сезона футболист оставался преимущественно игроком замены. Первый гол в сезоне забил 13 марта 2023 года в матче против клуба АЕК. Вместе с клубом закончил чемпионат на итоговом пятом месте.

#### Аренда в «Кифисию»
В августе 2023 года футболист на правах арендного соглашения присоединился к греческому клубу «Кифисия». Дебютировал за клуб 27 августа 2023 года в матче против клуба ПАОК, выйдя на поле в стартовом составе.

## Международная карьера
Дебютировал за национальную сборную Болгарии 25 марта 2021 года в отборочном матче чемпионата мира против Швейцарии.

## Достижения
«Аполлон» Лимасол
- Чемпион Кипра — 2021/2022

## Семья
Отец Илиян Илиев-старший (р. 1968) — болгарский футболист и тренер. В составе сборной Болгарии был участником чемпионата мира 1998 во Франции.